# Slaget vid Rødenes
Slaget vid Rødenes var en serie av skärmytslingar som ägde rum från slutet av april till början av maj 1808, från Lund i Hemnes till Ørje som ett resultat av det svenska fälttåget i Norge under Dansk-svenska kriget 1808–1809.

## Bakgrund
Den 15 april 1808, en dag efter att den andra svenska brigaden passerade den norska gränsen, korsade den tredje svenska brigaden den svensk-norska gränsen från Töcksmark och ockuperade den östra sidan av Rødenessjøen och Øymarksjøen. Därifrån hade svenskarna också byggt upp utposter i söder och upp till Hemnes. Den svenska befälhavaren, överste Bror Cederström, beordrade sina soldater att bygga barrikader, speciellt vid Ørje, där han hade sitt högkvarter.

## Sammanstötningar

### Skärmytslingen vid Lund
Vid den tredje svenska brigadens ankomst fick prins Karl August ta itu med det svenska genombrottet efter slaget vid Lier och de svenska offensiven mot Kongsvinger, men han var dock orolig för att den tredje svenska brigaden kunde förflytta sig norrut och avskära flera norska trupper. Således, den 20 april, skickade han två kompanier under kaptenerna Heyerdahl och Zarbell mot Hemnes för att stoppa ett eventuellt svenskt offensiv.
När ryktet om svenskarnas frammarsch kom till de norska kompanierna beslöt kapten Heyerdahl att dra sig tillbaka till Fetsund med sitt kompani, medan kapten Zarbell stationerade sina trupper väster om gården Lund, öster om Hemnes kyrka. Därifrån gick de senare mot gården där hans trupper drabbade samman med ett svenskt jägarförband, som efter en kort skärmytsling drog sig nästan en halv mil tillbaka till Opsal och Krok i Rødenes, där de nordligaste svenska positionerna fanns belägna.
När överste Cederström fick veta om reträtten beordrade han kompanichefen att ta sig tillbaka och konfrontera det norska kompaniet, som hade stationerat sig i Lund. Ordern utfördes och de svenska trupperna försökte upprepade gånger att driva bort Zabells kompani från Lund, utan resultat. När svenskarna hade förlorat en fjärdedel av sina trupper valde de att dra sig tillbaka till Opsal.

### Striden den 15 maj
Efter segern vid Trangen kände Karl August att det svenska trycket mot Kongsvinger hade lugnat ned sig och valde att skicka fler trupper för att möta den tredje svenska brigaden på Rødenes. Således, den 4 maj, skickades major Andreas Samuel Krebs förbi Aurskog mot Hemnes för att omgruppera med kapten Zarbell ihop med tre kompanier från det norska jägarförbandet, fyra grenadjärkompanier, vissa skarpskyttar och en kavalleridivision från Akershusiske dragonregiment.
Samma kväll skickades kapten Zarbell och hans skarpskyttar, ihop med löjtnant Hegge och hans 3. jegerkompani, vidare till de svenska positionerna i Opsal. Där valde han genast att anfalla de svenska positionerna, men kunde inte driva bort de 150 svenska soldaterna från Södermanlands första bataljon från sina positioner. Det var inte förrän han fick stöd från major Krebs huvudstyrka som svenskarna drevs tillbaka till Krok gård, längre österut, där de förskansade sig. Major Krebs valde att fortsätta att förfölja svenskarna och började fortsätta vidare mot deras ställning. Men det visade sig att svenskarna hade en relativt stark ställning, eftersom norrmännen först var tvungna att korsa floden Opsal, och sedan anfalla den svenska ställningen på kullen där Krok gården låg. Kapten Butenschøns kompani var det första norska kompaniet som lyckades korsa floden och fortsatte sedan med att anfalla den svenska högerflygeln. Men snart hade resten av jägarförbandet passerat och började hota svenskarna från flera positioner, vilket resulterade i att svenskarna övergav sin ställning vid Krok och retirerade tillbaka till en ny ställning vid Jåvall, cirka en mil längre söderut. Denna ställning övergavs också efter en kort tid efter flera norska angrepp och svenskarna föll tillbaka till Åseby, bara för att tvingas retirera på nytt. Det var först vid Askerud, bara cirka en mil norr om Ørje, som svenskarna lyckades stoppa den norska offensiven, och eftersom de norska trupperna var uttröttade valde major Krebs att inte utföra ytterligare angrepp mot den svenska ställningen.
På morgonen den 6 maj fick Krebs dock en order från prins Kristian August att falla tillbaka. Detta gjordes i tystnad, och norrmännen undvek att svenskarna började förfölja dem.

### Anfallet mot Ørje bro
Samma dag som major Krebs hade fått order om att dra sig tillbaka fick major Fischerm som var på plats vid Mysen, order om att gå mot de svenska positionerna i närheten av Ørje bro. Således, nästa morgon den 7 maj, började Fischer att röra sig framåt med skarpskyttar från 4. jegerkompani och två kompanier från Nordenfjelske regiment mot Ørje bro.
De svenska utposterna vid bron blev snabbt intagna, och norrmännen rörde sig vidare till det befästa brohuvudet, som svenskarna hade byggt på flodens västra sida, som försvarades av 120 soldater från Dalbataljonen. Men eftersom Fischer valde att stoppa anfallet för att förbereda sig innan stormningen av bron, lyckades den svenska befälhavaren, kapten Törnblad, att korsa floden. Därefter lyckades han ge order om att sätta bron i brand. Det var således omöjligt för norrmännen att komma över floden, och Fischer beslöt därmed att dra sina trupper tillbaka.

## Följder
Trots att de svenska trupperna fortfarande befann sig på norsk mark hade de norska trupperna lyckats stoppa deras offensiver och driva tillbaka dem. Detta betydde att den svenska planen om att ta sig till och inta Kristiania, genom att marschera genom Smaalenenes Amt, hade stoppats.
Ett flertal norska soldater, speciellt från jägarförbandet, som hade kämpat i Rødenes fick utmärkelser. Soldaten Lars Opsal fick flest utmärkelser, då han fick ett silversvärd för sin djärvhet, mod och stridskunskap.